# Groupe Gabon Télévisions
Groupe Gabon Télévisions, nota anche con l'acronimo GGT e in precedenza come Radiodiffusion-Télévision Gabonaise (RTG), è l'ente televisivo pubblico del Gabon. Trasmette dalla capitale Libreville in francese.

## Storia
L'emittenza fu introdotta in Gabon il 28 novembre 1959 con il debutto di Radio Gabon, sostenuto tecnicamente dall'Office de Coopération Radiophonique francese.
I programmi televisivi, invece, iniziarono il 9 maggio 1963 con Châine 3 a Libreville per iniziativa del Presidente della Repubblica Léon Mba, desideroso di dotare il Paese di mezzi di comunicazione moderni, mentre a novembre 1965 fu aperto un altro canale a Port-Gentil, Châine 10.
La televisione gabonese si avvalse ai suoi esordi di un'assistenza da parte di alcuni tecnici francesi, 9 negli anni sessanta, 5 nel decennio seguente. Contemporaneamente i tecnici gabonesi si perfezionarono presso le istituzioni di audiovisivi o le scuole francesi (ORTF, Institut national de l'audiovisuel, École internationale de Bordeaux), o africane (soprattutto École supérieure des sciences de l'information de Yaoundé).
Nei primi anni della sua esistenza la televisione gabonese trasmetteva 5 giorni alla settimana un programma in bianco e nero della durata di alcune ore. Ai programmi forniti dalla Francia si vennero ad aggiungere progressivamente delle produzioni proprie.
Il colore fu introdotto il 30 dicembre 1975, data simbolica in quanto si trattava del 40º compleanno del presidente Omar Bongo. Con la fine degli anni settanta aumentarono le produzioni straniere (principalmente europee e statunitensi), il cui acquisto assorbiva un quarto del budget a disposizione del canale. L'anno 1977 segnò un cambiamento nelle abitudini televisive dei gabonesi per la creazione di un secondo canale nazionale, RTG 2, anche se la ricezione all'inizio restò limitata alla capitale Libreville e alla sua periferia. Il primo canale fu di conseguenza rinominato "RTG 1".
Radio Télévision Gabonaise raggiunse una copertura radiofonica nazionale nei tardi anni ottanta grazie ad un network di stazioni provinciali più piccole.
Negli anni ottanta e novanta RTG si avvalse della collaborazione dei media francesi (Canal France International) e britannici (BBC), che le fornirono numerosi programmi, mentre per conto proprio realizzava proprie produzioni.
Tra il 2005 e il 2010 la Stato del Gabon fece numerosi investimenti per modernizzare l'azienda e inscriverla nell'evoluzione delle nuove tecnologie dell’informazione e della comunicazione. Ciò si tradusse nella costruzione della Maison Georges Rawiri, dal nome del defunto presidente del senato e primo direttore della RTG, nuova e più moderna sede, e nel passaggio alla tecnologia digitale in sostituzione di quella analogica.
La Maison Georges Rawiri, inaugurata a Libreville il 1º dicembre 2007 dal capo dello Stato Omar Bongo è un complesso di tre edifici costruito dalla società cinese di macchine e attrezzature di import-export CEMEC; è dotata di 2 studi e mezzi video e di produzione e postproduzione automatizzati, ed è considerata il più grande investimento realizzato dallo Stato del Gabon nel campo dei media dalla sua indipendenza nel 1960. 
Nel 2012 RTG fu ulteriormente riformata separando la radio dalla televisione; l'azienda televisiva prese il nome di "Groupe Gabon Télévisions".

## Servizi

### Televisione
| Nome       | Sede       | Тipo        | Lancio | Lingua   |
| ---------- | ---------- | ----------- | ------ | -------- |
| Gabon 1ère | Libreville | generalista | 1963   | francese |
| Gabon 24   | Libreville | all news    |        | francese |

## Ricezione

### Terrestre
Groupe Gabon Télévisions trasmette in standard DVB-T HD.

### Satellite[7]
| Satellite          | SES 5      | SES 4      | SES 4      |
| Posizione orbitale | 5.0 E      | 22.0 W     | 22.0 W     |
| Canali             | Gabon 1ère | Gabon 1ère | Gabon 1ère |
| Frequenza          | 11766 H    | 4044 L     | 11551 V    |
| SR                 | 27500      | 3360       | 45000      |
| FEC                | 3/4        | 3/4        | 3/4        |
| Modulazione        | QPSK       | QPSK       | QPSK       |

### Streaming
Groupe Gabon Télévisions in streaming

## Programmi
Groupe Gabon Televisions trasmette 24 ore al giorno su digitale terrestre, su satellite in tutta l'Africa occidentale e via IPTV tramite varie piattaforme di le Bouquet Africain, quali Alice, Freebox TV, Orange TV e SFR.
I programmi di Groupe Gabon Televisions consistono principalmente in serie televisive, cartoni animati, talk show, reportage, varietà, dibattiti, telegiornali e film. Alcuni dei suoi programmi, come i telegiornali, vengono riproposti sul canale panafricano Africable, disponibile su satellite in Africa e via ADSL in Europa.

### Alcuni programmi di Groupe Gabon Televisions
- Espace jeunes, talk show
- Midi à la une, talk show
- Mbolo le Gabon, talk show
- Toute la ville en parle..., talk show